# Ole Henrik Fagerås
Ole Henrik Fagerås, né le 20 août 1939, est un coureur norvégien du combiné nordique.

## Biographie
Aux Championnats du monde 1962, il remporte la médaille de bronze, derrière Arne Larsen et Dmitri Kotchkine. Il gagne le Festival de ski d'Holmenkollen la même année.
Il est aussi troisième des Jeux du ski de Lahti en 1960.

## Palmarès

### Championnats du monde
| Épreuve / Édition | Zakopane 1962 |
| Individuel        | Bronze        |